# Heinrich von Frauenberg

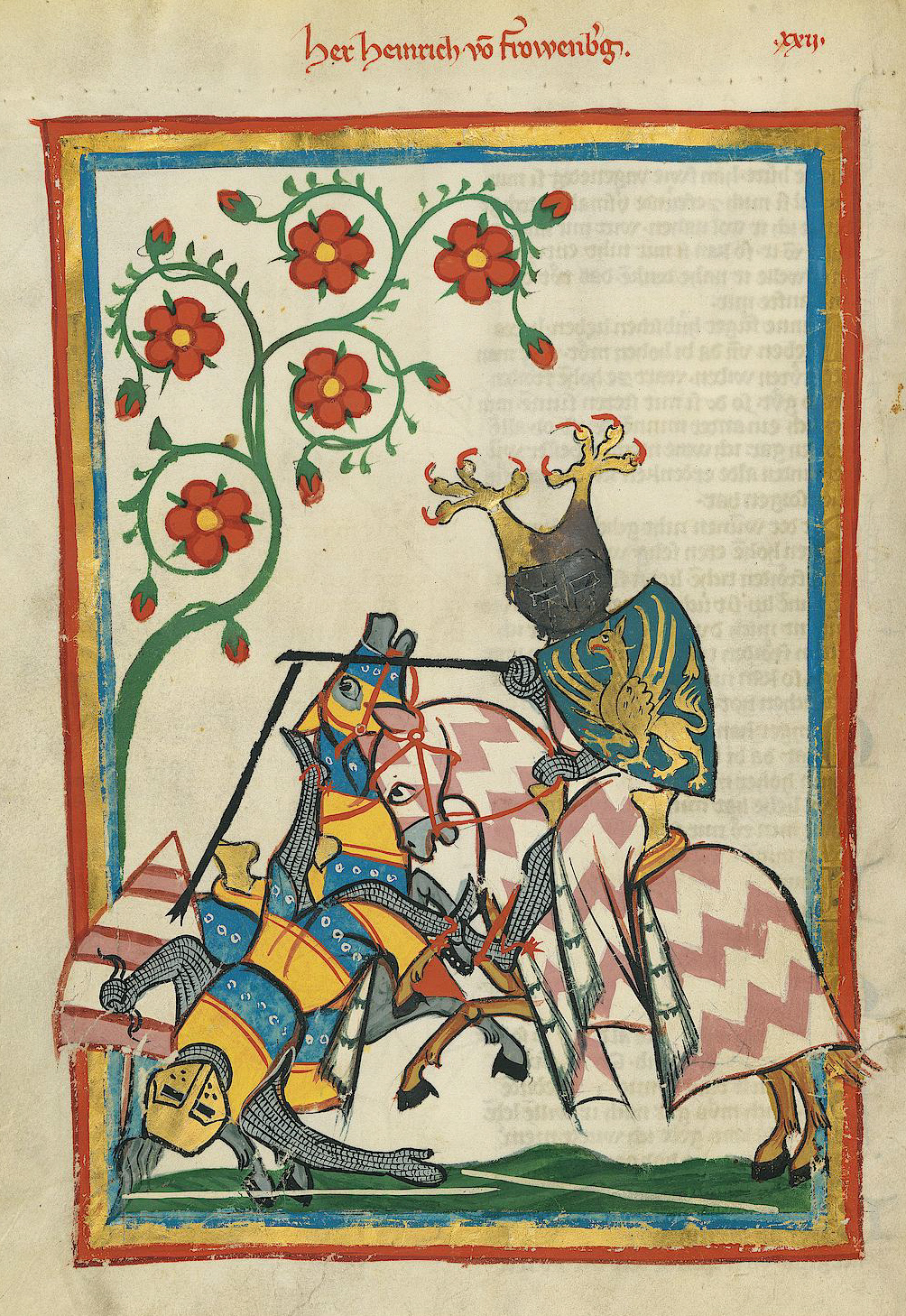
Freiherr Heinrich von Frauenberg – Darstellung als Sieger über einem ritterlichen Gegner (Codex Manesse, 14. Jahrhundert)

Heinrich von Frauenberg (* 1257; † 1314) war während des Hochmittelalters einer der Freiherren auf der Burg Gutenberg.

## Leben
Heinrich von Frauenberg stammte aus einem Bündner Geschlecht, dessen Stammburg die Burg Frauenberg bei Ruschein war. Heinrich verließ 1290 das Bündnerland und kam auf die Burg Gutenberg bei Balzers in Liechtenstein. Diese besaß er zusammen mit Ulrich von Gutenberg (nicht der Minnesänger Ulrich von Gutenburg).
Heinrich führte ein Leben als kampflustiger Haudegen. Dies beweist die Beteiligung an der Verschwörung (unter Beteiligung Ulrich von Gutenbergs), deren Opfer Herzog Albrecht bei Königsfelden war. Zudem war er Minnesänger und ist in der Manessischen Liederhandschrift (Codex Manesse) mit fünf Liedern verewigt (siehe Bild).

## Wappen
Sein Wappen zeigt im blauen Feld aufrecht einen goldenen Greif, mit roter Zunge und rot bewehrt.
Am 16. August 1956 wurde Balzers von Fürst Franz Josef II. von Liechtenstein ein neues Wappen verliehen, das der Freiherren von Frauenberg.